# Pedro Astete Núñez
Pedro Astete fue un militar y político peruano. 
Fue hijo de Domingo Luis Astete, militar y abogado del Virreinato del Perú establecido en el Cusco. En 1820 fue nombrado por el virrey Joaquín de la Pezuela como Teniente de la compañía de granaderos del primer batallón del Regimiento de Milicias Urbanas de Abancay.
Tras la victoria en la Batalla de Ayacucho, el 26 de diciembre ingresó a la ciudad el nuevo prefecto del Cusco Agustín Gamarra quien fue recibido entre honores en la ciudad. Luego de ello, Gamarra estableció la conformación de la primera municipalidad republicana del Cusco. Este municipio estuvo conformado por Pablo Astete y Juan Tomás Moscoso como alcaldes, Vicente Peralta, Miguel Coraza, Pedro Astete, Diego Calvo, Francisco Artajona, Agustín Cosío y Alzamora, Francisco Pacheco, Ramón Dianderas, Pablo de la Mar y Tapia, Juan Egidio Garmendia, Felipe Loaiza, Manuel Orihuela, Isidro Echegaray, Francisco Tejada y Luis Arteaga como regidores, y Toribio de la Torre y José Maruri de la Cuba como síndicos procuradores.
Fue diputado de la República del Perú por la provincia de Quipicanchi en 1829 y 1831 durante el primer gobierno del Mariscal Agustín Gamarra. 
Durante la Confederación Perú-Boliviana, Astete fue Prefecto del Cusco. En 1845, durante el gobierno de Ramón Castilla, fue nombrado Encargado de Negocios del Perú en Bolivia y ejerció ese cargo hasta 1847. En 1849 volvió a ser electo como diputado por la provincia de Quispicanchi.